# Birgerius
Birgerius microps es una especie de araña araneomorfa de la familia Linyphiidae. Es el único miembro del género monotípico Birgerius.

## Distribución
Se encuentra en los Pirineos en Francia y España.